# Villeloin-Coulangé
Villeloin-Coulangé és un municipi francès, situat al departament de l'Indre i Loira i a la regió de Centre – Vall del Loira. L'any 2007 tenia 638 habitants.

## Demografia

### Població
El 2007 la població de fet de Villeloin-Coulangé era de 638 persones. Hi havia 248 famílies, de les quals 76 eren unipersonals (28 homes vivint sols i 48 dones vivint soles), 76 parelles sense fills, 68 parelles amb fills i 28 famílies monoparentals amb fills.
La població ha evolucionat segons el següent gràfic:
Habitants censats

### Habitatges
El 2007 hi havia 336 habitatges, 254 eren l'habitatge principal de la família, 60 eren segones residències i 22 estaven desocupats. 325 eren cases i 9 eren apartaments. Dels 254 habitatges principals, 188 estaven ocupats pels seus propietaris, 56 estaven llogats i ocupats pels llogaters i 10 estaven cedits a títol gratuït; 19 tenien dues cambres, 52 en tenien tres, 62 en tenien quatre i 121 en tenien cinc o més. 211 habitatges disposaven pel capbaix d'una plaça de pàrquing. A 135 habitatges hi havia un automòbil i a 87 n'hi havia dos o més.

### Piràmide de població
La piràmide de població per edats i sexe el 2009 era:
| Homes | Edats   | Dones |
| ----- | ------- | ----- |
| 4     | 95 o +  | 8     |
| 0     | 90 a 94 | 16    |
| 16    | 85 a 89 | 20    |
| 12    | 80 a 84 | 12    |
| 12    | 75 a 79 | 16    |
| 20    | 70 a 74 | 20    |
| 36    | 65 a 69 | 24    |
| 28    | 60 a 64 | 24    |
| 8     | 55 a 59 | 8     |
| 20    | 50 a 54 | 32    |
| 8     | 45 a 49 | 8     |
| 12    | 40 a 44 | 8     |
| 16    | 35 a 39 | 32    |
| 32    | 30 a 34 | 24    |
| 4     | 25 a 29 | 20    |
| 4     | 20 a 24 | 0     |
| 16    | 15 a 19 | 8     |
| 36    | 10 a 14 | 20    |
| 8     | 5 a 9   | 24    |
| 20    | 0 a 4   | 16    |

## Economia
El 2007 la població en edat de treballar era de 341 persones, 251 eren actives i 90 eren inactives. De les 251 persones actives 229 estaven ocupades (126 homes i 103 dones) i 22 estaven aturades (7 homes i 15 dones). De les 90 persones inactives 35 estaven jubilades, 18 estaven estudiant i 37 estaven classificades com a «altres inactius».

### Ingressos
El 2009 a Villeloin-Coulangé hi havia 261 unitats fiscals que integraven 575,5 persones, la mediana anual d'ingressos fiscals per persona era de 15.116 €.

### Activitats econòmiques
Dels 32 establiments que hi havia el 2007, 3 eren d'empreses de fabricació d'altres productes industrials, 6 d'empreses de construcció, 9 d'empreses de comerç i reparació d'automòbils, 1 d'una empresa d'hostatgeria i restauració, 2 d'empreses financeres, 2 d'empreses de serveis, 8 d'entitats de l'administració pública i 1 d'una empresa classificada com a «altres activitats de serveis».
Dels 7 establiments de servei als particulars que hi havia el 2009, 1 era un paleta, 1 guixaire pintor, 1 fusteria, 2 lampisteries, 1 electricista i 1 perruqueria.
Dels 2 establiments comercials que hi havia el 2009, 1 era una botiga de més de 120 m² i 1 una botiga de material de revestiment de parets i terra.
L'any 2000 a Villeloin-Coulangé hi havia 27 explotacions agrícoles que ocupaven un total de 2.460 hectàrees.

## Equipaments sanitaris i escolars
L'únic equipament sanitari que hi havia el 2009 era una farmàcia.
El 2009 hi havia una escola elemental integrada dins d'un grup escolar amb les comunes properes formant una escola dispersa.

## Poblacions més properes
El següent diagrama mostra les poblacions més properes.